# Bastete
Bastet (em egípcio: bstt; em copta: Ⲟⲩⲃⲁⲥⲧⲉ; romaniz.: Oubaste) ou Bast, na mitologia egípcia, foi uma deusa felina, cultuada desde ao menos a II dinastia (ca. 2 890 a.C.). É considerada filha do deus Rá, e uma versão mais “dócil” da deusa Sekhmet, que seria sua irmã.

## Nome
Nos primeiros hieróglifos egípcios, o seu nome parece ter sido bꜣstt. Na escrita egípcia, o segundo -t marca uma desinência feminina, mas normalmente não era pronunciado, e o álefe ꜣ pode ter se movido para uma posição antes da sílaba acentuada, ꜣbst. No primeiro milênio, então, bꜣstt teria sido algo como *Ubaste (<*Ubastat) na língua egípcia, mais tarde se tornando o copta Oubaste.

## Culto a Bastet
O culto a Bastet e a Sekhmet foi muito popular no Antigo Egito, o que levou à proliferação de cemitérios de múmias votivas de felinos, com destaque para as cidades de Bubástis, Saqqara, Tebas, Dendera e Abidos. Além disso, também eram usados nos rituais devocionais amuletos e estátuas votivas de gatos, que funcionavam como intermediários entre os humanos e os deuses. 
As múmias votivas eram feitas sob encomendas nos templos e santuários devotos aos deuses felinos. Havia uma fazenda de animais e uma necrópole de animais próximo aos templos para este fim. Assim, os gatos eram mortos, geralmente pela quebra do pescoço ou por estrangulamento, secos e enfaixados. Estes corpos dissecados eram depositados em esquifes e em imagens de bronze. 
O grande número de devotos durante toda a história egípcia levou a produção de milhares de múmias, que hoje em dia podem ser encontradas em diversos acervos e museus ao redor do mundo, como na Casa Museu Eva Klabin.

## Obras

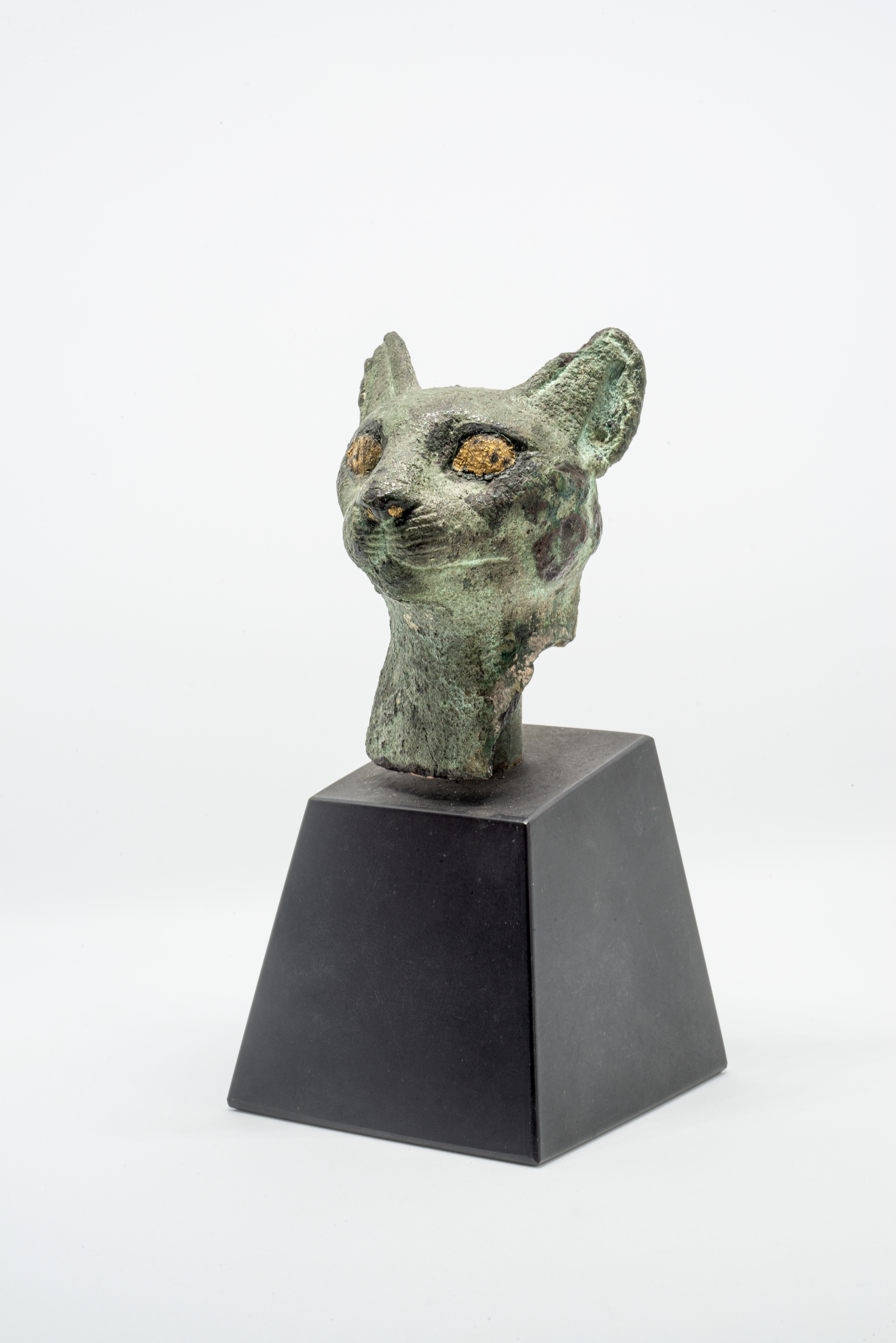
Cabeça de gato da deusa Bastet na Casa Museu Eva Klabin.
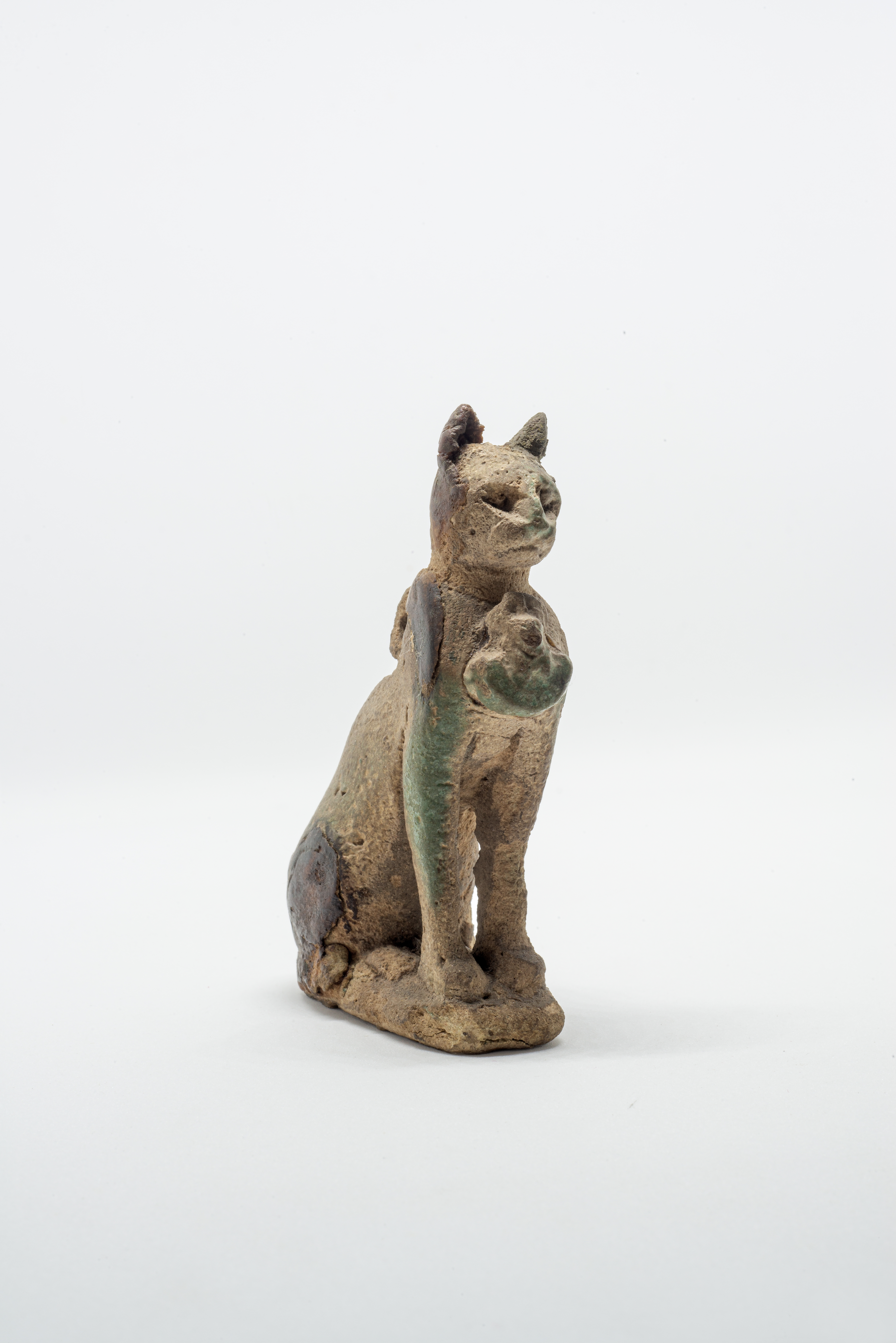
Gato da deusa Bastet (amuleto) na Casa Museu Eva Klabin.
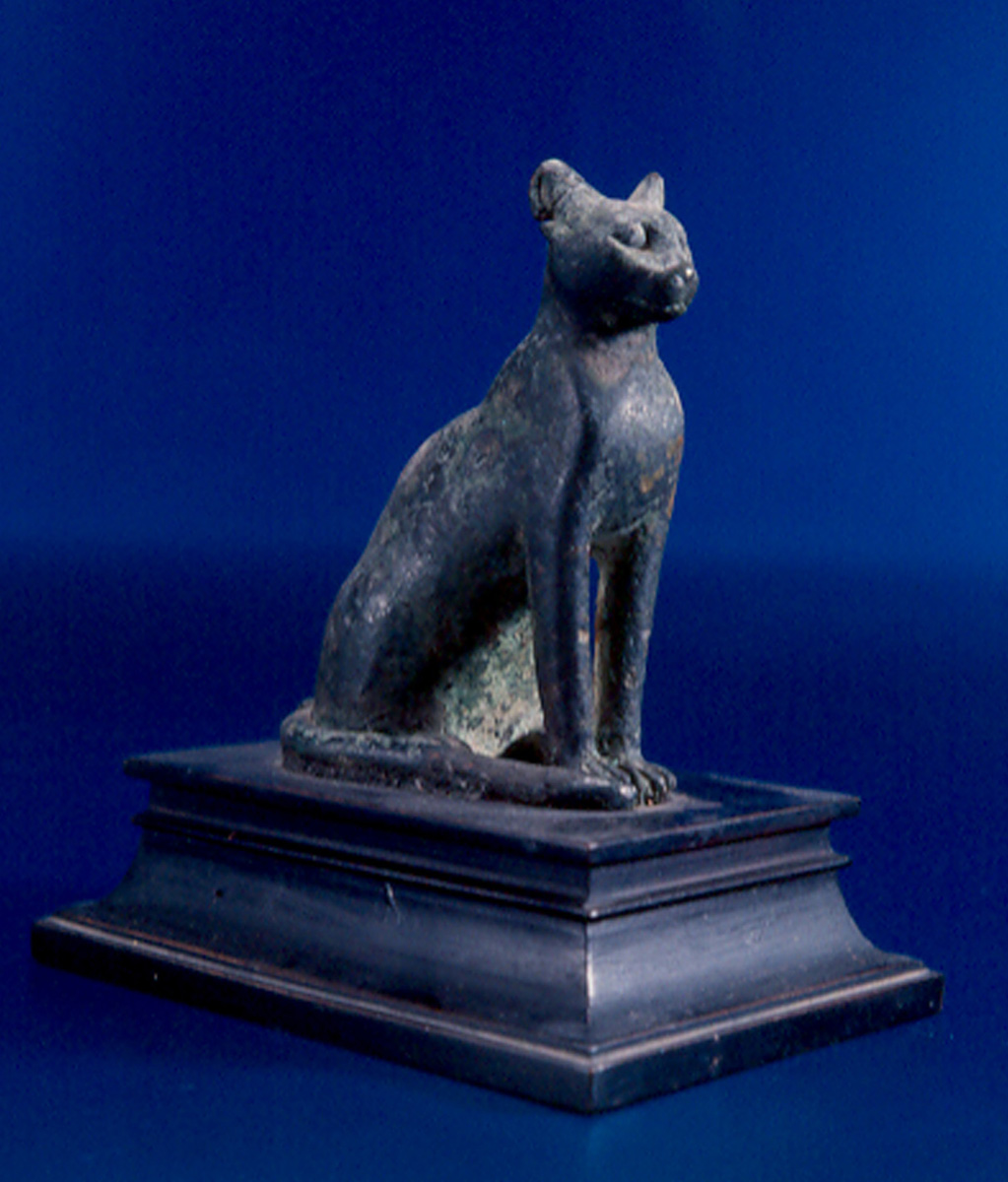
Gato da deusa Bastet na Casa Museu Eva Klabin.